# Obłocznik olbrzymi
Obłocznik olbrzymi (Crateromys schadenbergi) – gatunek ssaka z podrodziny myszy (Murinae) w obrębie rodziny myszowatych (Muridae).

## Zasięg występowania
Obłocznik olbrzymi występuje w Cordillera Central w północnej części Luzonu na Filipinach.

## Taksonomia
Gatunek po raz pierwszy zgodnie z zasadami nazewnictwa binominalnego opisał w 1895 roku niemiecki zoolog Adolf Bernard Meyer nadając mu nazwę Phloeomys schadenbergi. Holotyp pochodził z góry Data, na wyspie Luzon, na Filipinach. 
C. schadenbergi jest podobny do C. heaneyi, ale istnieją pewne różnice w wielkości i morfologii. Autorzy Illustrated Checklist of the Mammals of the World uznają ten takson za gatunek monotypowy.

### Etymologia
- Crateromys: gr. κρατερος krateros „mocny, silny”; μυς mus, μυoς muos „mysz”[7].
- schadenbergi: Alexander Schadenberg (1851–1896), niemiecki chemik, kolekcjoner z Filipin w latach 1881–1882[8].

## Morfologia
Długość ciała (bez ogona) 303–374 mm, długość ogona 300–390 mm, długość ucha 30–32 mm, długość tylnej stopy 72–73 mm; masa ciała 1,3–1,5 kg. Podobny nieco do kawii domowej. Grzbiet ciemnobrązowy lub czarny, boki ciemnoszare, brzuch jasnoszary. Ciało długie, głowa z wąskim pyskiem, małymi uszami i oczami. Ogon owłosiony, długi (35,5-47,5 cm).

## Tryb życia
Żyje w sosnowych, omszonych lasach na wysokości 2000–2500 m n.p.m. Prowadzą nadrzewny tryb życia. Najbardziej aktywne po zachodzie słońca, dzień przesypiają w dziuplach. Roślinożerne, żywią się głównie owocami, pąkami i korą.

## Zagrożenie
Zwierzę zostało zakwalifikowane jako zagrożone wyginięciem. Wyjątkowo niewielki obszar występowania powoduje, że jest ono bardzo wrażliwe na niszczenie środowiska. Ssaki te są niekiedy chwytane przez ludzi ze względu na cenne futro, odnotowano także przypadki oswojenia.